# Linux Mint
Linux Mint (от англ. mint — «мята») — развиваемый сообществом бесплатный дистрибутив Linux, основанный на Ubuntu и Debian. Целью проекта является предоставление «современной, элегантной и удобной операционной системы, которая одновременно является мощной и простой в использовании». Linux Mint предоставляет полную поддержку разнообразных форматов мультимедиа, включает в себя некоторые проприетарные программы и поставляется в комплекте с обширным набором приложений с открытым исходным кодом. Основатель проекта — Клемент Лефевр, в развитии также активно участвуют команда разработчиков (Mint Linux Team) и сообщество пользователей.

## Циклы разработки
Изначально проектом было предусмотрено, что за один выпуск Ubuntu может выпускаться несколько версий Linux Mint. Однако с версии Elyssa, имеющей порядковый номер 5.0, этот подход был упразднён. Дистрибутивы стали нумероваться целыми числами, так как было принято решение следовать стандартному шестимесячному циклу разработки Ubuntu. С версии 17.0 (кодовое имя Qiana) дистрибутив переведён на двухлетний цикл разработки и стал базироваться исключительно на LTS-версиях Ubuntu. Промежуточные выпуски будут иметь нумерацию 17.1, 17.2 и так далее.

## Компоненты системы

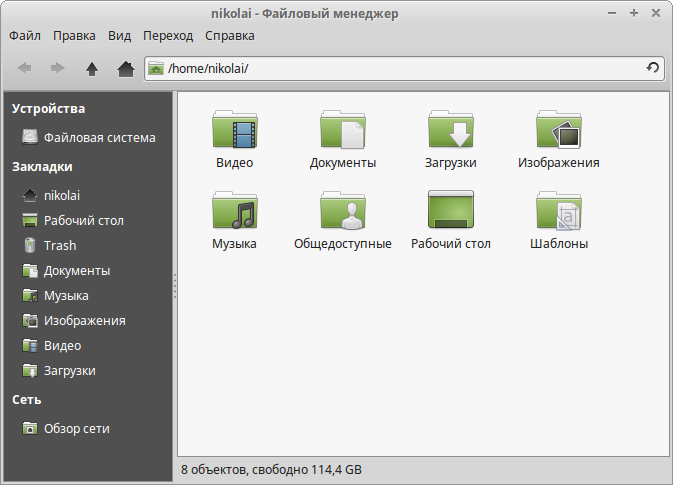
Файловый менеджер в Linux Mint

Минимальные системные требования Linux Mint такие же, как и у Ubuntu:
- x86-64-процессор (начиная с Linux Mint 20 она выпускается только в 64-битном варианте);
- ОЗУ: 2 ГБ (требуется для окружений рабочего стола: Cinnamon, Xfce, MATE);
- 20 ГБ свободного места на жёстком диске или SSD;
- видеокарта: любая, для которой есть драйвер;
- привод DVD-ROM или порт USB (для установки системы).

Рекомендуемые системные требования Linux Mint такие же, как и у Ubuntu:
- x86-64-процессор (начиная с Linux Mint 20 она выпускается только в 64-битном варианте);
- ОЗУ: 1 ГБ (XFCE, MATE), 4 ГБ (Cinnamon);
- 20 ГБ свободного места на жёстком диске или SSD;
- видеокарта: 1024×768;
- привод DVD-ROM или порт USB (для установки системы).

Linux Mint изначально включает в себя больше компонентов, чем Ubuntu:
- основные компоненты — Ubuntu LTS, Ядро Linux — generic, Cinnamon/Mate, Xorg 1.18.4;
- имеет стандартизированный интерфейс, собственные значки и цветовую гамму меню, окон и панелей;
- набор аудио- и видеокодеков, OpenJDK;
- имеет удобный центр управления;
- в базовом комплекте включает в себя Firefox, Thunderbird, LibreOffice, GIMP, Pidgin, Rhythmbox, HexChat, GParted, VLC (медиаплеер), LightDM (набор инструментов в зависимости от дистрибутива может варьироваться);
- предоставляет «из коробки» 3D-рабочий стол (Compiz Fusion);
- системы обновления (mintUpdate) и установки новых приложений (mintInstall).

### Cinnamon
Специально для своего дистрибутива программистами Linux Mint была разработана дружественная среда рабочего стола Cinnamon, которая (как и Mate) продолжает проект GNOME 2 в плане более традиционного и привычного подхода к интерфейсу пользователя, чем Unity или GNOME 3.

### Mint Menu

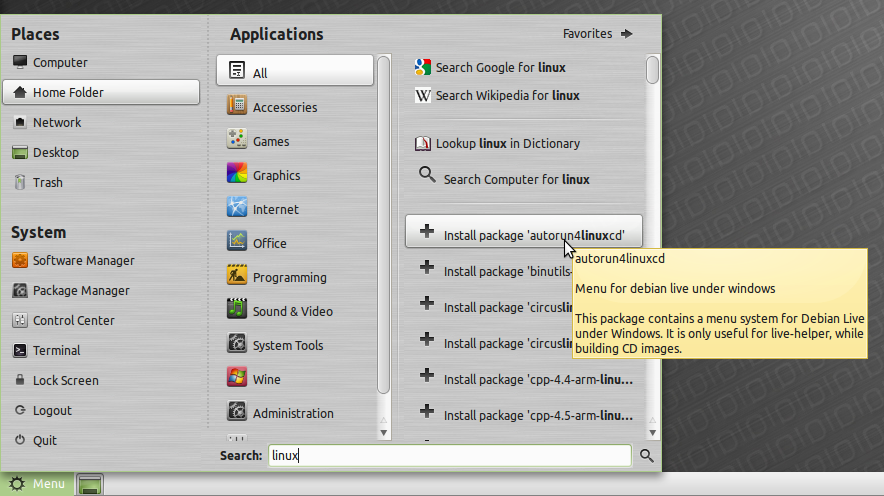
Mint Menu

В состав Linux Mint входило модернизированное главное меню на базе GNOME. Оно похоже на Slab (меню OpenSUSE), которое подразделено на разделы: «Места», «Система», «Все приложения», а также «Избранное». Такая концепция меню позволяет быстрее управлять приложениями и параметрами системы. В меню имеется встроенный контекстный поиск, позволяющий также устанавливать новые пакеты и программы-приложения из репозиториев прямо из поисковой строки. При желании можно легко включить стандартное пользовательское меню GNOME или меню Ubuntu.

### Mint Install

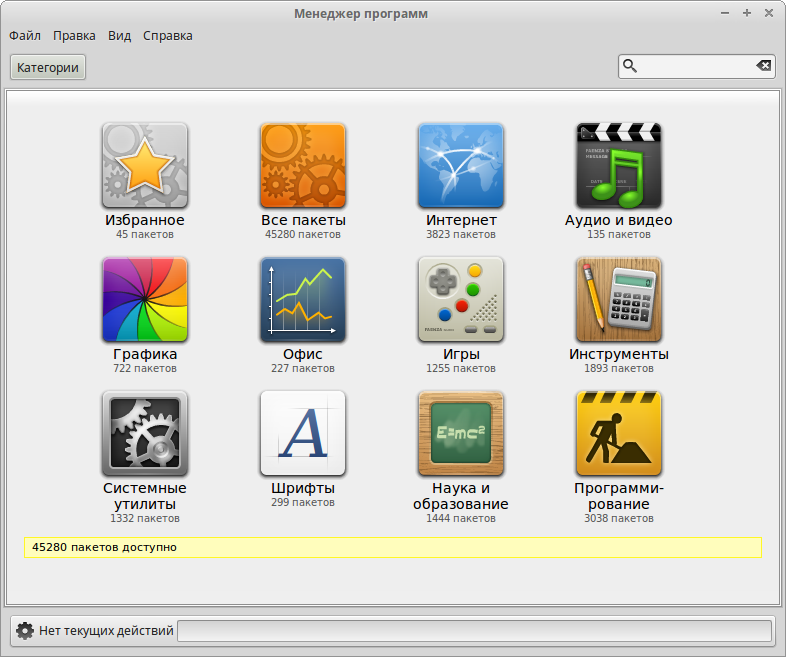
Менеджер программ в Mint 17.2

Linux Mint включает свой собственный менеджер программ (mintInstall), который обеспечивает удобную навигацию по программным категориям, поиск по ключевым словам, лёгкую установку в фоновом режиме, а также сортировку программ по рейтингу и популярности. Менеджер программ доступен в разделе «Система» главного меню.

### Mint Update

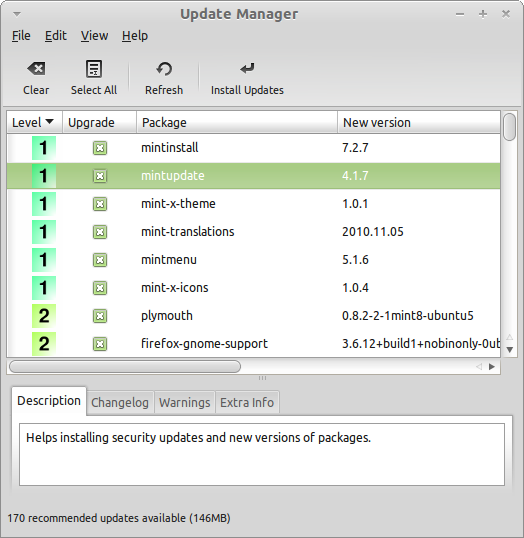
Mint Update

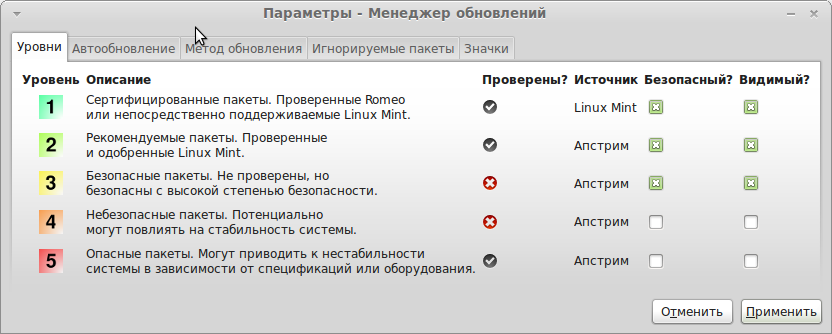
Настройка менеджера обновлений

Mint Update — собственный менеджер для гибкой установки обновлений в Linux Mint. По умолчанию включает в себя установку следующих уровней пакетов:
- сертифицированные пакеты от сообщества Linux Mint;
- рекомендуемые пакеты, проверенные сообществом, например, пакеты Canonical;
- непроверенные, но безопасные с высокой степенью вероятности пакеты, например, пакеты третьих разработчиков;
- небезопасные пакеты, потенциально могут повлиять на стабильность системы;
- опасные пакеты, могут повлиять на работу системы в зависимости от оборудования.

## Выпуски
Начиная с Linux Mint 9, он официально выпускается в четырёх редакциях: CD, DVD, OEM и Universal.
- CD — выпуск, в силу ограниченности места на CD, не включающий в себя некоторые приложения (например, Java) и локализации.
- DVD — выпуск, включающий в себя больше приложений и локализаций, нежели CD.
- OEM — для OEM-предустановки.
- Universal (US/Japan) — особая версия системы, распространяемая на DVD, которая не включает в себя, по умолчанию, проприетарных медиакодеков, пользователь сам решает, соглашаться с лицензией в их использовании или нет.

Также доступны версии с оболочками рабочего стола, отличными от GNOME: KDE, Xfce, LXDE и Fluxbox. Начиная с версии 12 «Lisa», в состав дистрибутива включена среда рабочего стола MATE — ответвление от GNOME 2.x, благодаря чему пользователи могут выбирать между новым GNOME 3 или более привычным окружением MATE (подобным GNOME 2).

## Linux Mint Debian Edition

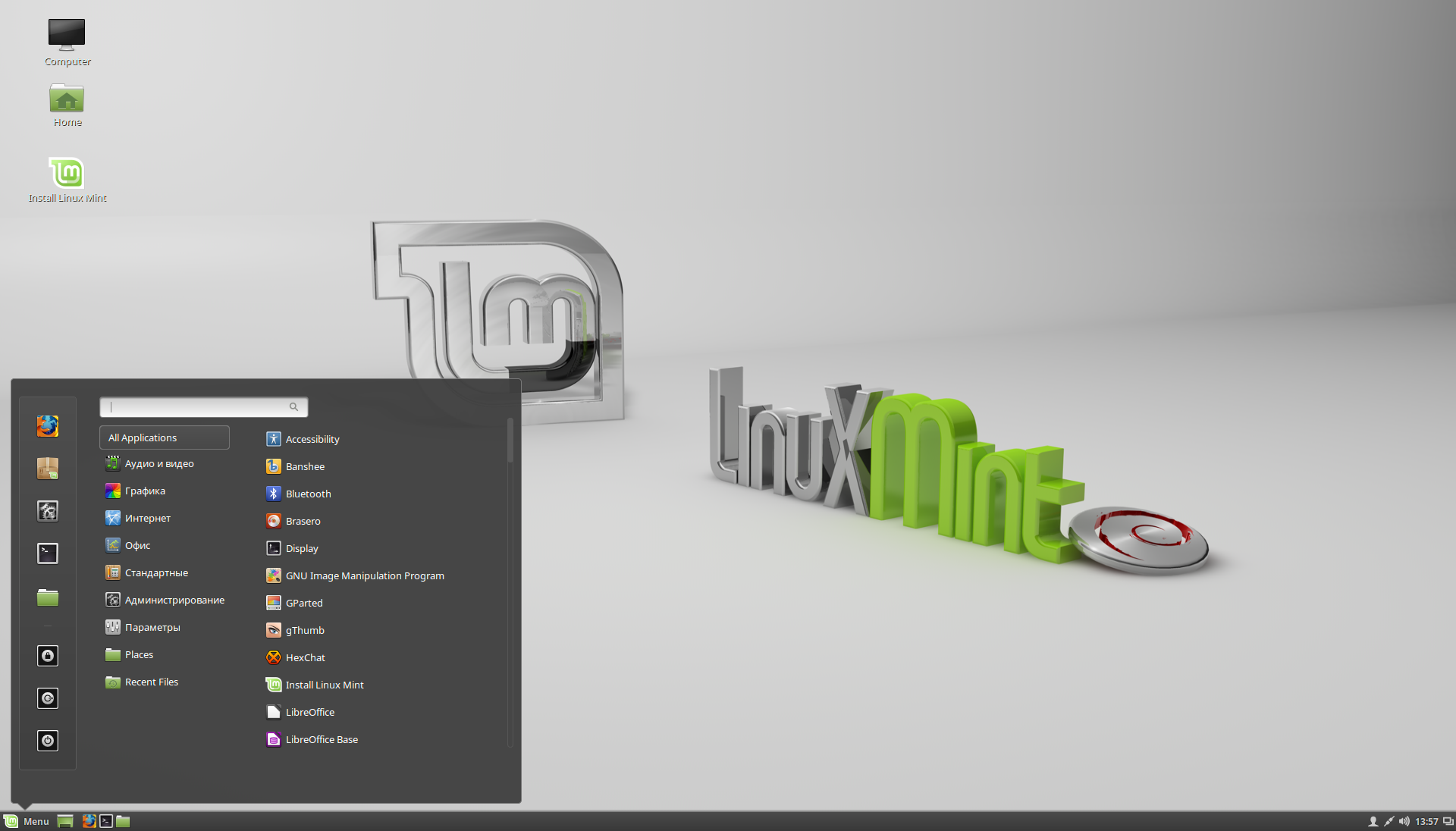
Linux Mint Debian Edition (LMDE)

В 2010 году лидерами проекта было принято решение создать ещё один дистрибутив Linux Mint, основанный не на Ubuntu, а на Debian:

(Written by Clem on Tuesday, September 7th, 2010 @ 12:37 pm; переведено Филимоновым К. С., 23го марта 2011 года).
«Сегодня важнейший день для Linux Mint. Сегодня впервые в истории нашего проекта начинается поддержка нового дистрибутива, заводящегося впервые, обещающего быть быстрее, отзывчивее и содержать меньше компонентов для загрузки. Linux Mint Debian Edition (LMDE) базируется на Debian, который приспособлен для живой загрузки и в который помещён новый инсталлятор. Он более грубый и не такой дружелюбный, как другие редакции, он очень молодой, но он будет постоянно улучшаться, как можно быстрее, и он является шагом, приближающим нас к ситуации полного контроля системы и отсутствию зависимости от внешних решений.
LMDE представляет собой альтернативу, обладающую тем же рабочим столом, той же функциональностью, но имеющую иную основу и отличающуюся в поддержке оборудования и совместимости. Предназначение и роль нашего дистрибутива в предоставлении современной и элегантной операционной системы — важно дать людям выбор. Мы это сделали, добавив множество нововведений. Менеджер программ предоставил пользователям простой способ выбирать для загрузки любимые приложения. Мы поддерживаем редакции для альтернативных рабочих столов, как KDE, Xfce, Fluxbox и LXDE. И мы также предоставляем выбор между 32-битной и 64-битной архитектурой. С технической точки зрения база пакетов составляет огромную долю от любой операционной системы. Это делает систему производной от поддерживаемых дистрибутивов, некоторые из которых идентичны и полностью совместимы с нею. С точки зрения пользователей и программ, это те же компоненты, которые вам нравятся, и те, которые можно удалить и заменить на альтернативные. Рабочий стол Linux Mint, который можно попробовать на основе Ubuntu, можно портировать и на иную пакетную основу. Раньше я выражал свой энтузиазм и экспериментировал с Debian, Fedora и иными независимыми решениями. Работа с Debian началась 3 года назад. Работа шла с переменным успехом, мне не хватало средств сделать её основной. После релиза Linux Mint 9 LTS мы решили посвятить некоторое время этому проекту и теперь мы с гордостью объявляем, что Linux Mint Debian Edition (LMDE) выпущен и доступен для загрузки!
Добро пожаловать в Linux Mint Debian. Я бы хотел поблагодарить всех тестировщиков и нашу команду разработчиков, в особенности Ikey Doherty, за проделанную работу. Мне лично было очень весело работать над этим проектом, и я надеюсь, что вам понравится этот новый дистрибутив».
Оригинальный текст (англ.)Linux Mint Debian (201009) released! -
"Today is very important for Linux Mint. It’s one day to remember in the history of our project as we’re about to maintain a new distribution, a rolling one, which promises to be faster, more responsive and on which we’re less reliant on upstream components. Linux Mint Debian Edition (LMDE) comes with a Debian base, which we transformed into a live media and on top of which we added a new installer. It’s rougher and in some aspects not as user-friendly as our other editions, it’s very young but it will improve continuously and rapidly, and it brings us one step closer to a situation where we’re fully in control of the system without being impacted by upstream decisions.
LMDE also represents an alternative, with the same desktop, the same functionality, but a different base, and a difference in hardware support and compatibility. In the scope of our distribution, and our role, which is to provide a modern and elegant operating system, it’s important to give people a choice. We did it with many upstream components. The Software Manager gives users an easy choice when it comes to selecting their favorite applications. We maintain editions for alternative desktops such as KDE, Xfce, Fluxbox and LXDE. And we also provide a choice between 32-bit and 64-bit architectures. From a technical point of view, a package base is a huge part of an operating system. It makes the system using it a derivative of the distribution maintaining it, something that is both based and fully compatible with it. From a user and project point of view though, this is yet another component, and like any other, it can be changed and replaced with alternatives. The Linux Mint desktop which you’ve come to enjoy on top of an Ubuntu base, can be ported to alternative package bases. By the past, I expressed my enthusiasm about this and my interest in experimenting with Debian, Fedora and our own independent base. Work started on Debian about 3 years ago, it was hesitant and we didn’t have the resources to make it a priority. After the release of Linux Mint 9 LTS, we decided to set some time aside for this project, and we’re now proud to announce that Linux Mint Debian Edition (LMDE) is out, and available for download!

Welcome to Linux Mint Debian. I’d like to thank all the testers and our development team, Ikey Doherty in particular, for the work that they put in it. I personally had a lot of fun working on this project, and I hope you’ll enjoy this new distribution".

### Выпуски и версии
Изначально в отличие от дистрибутивов Linux Mint, основанных на Ubuntu, версии LMDE являлись плавающими и имели в своём наименовании дату выпуска (в формате ГГГГММ), а не номер версии с кодовым названием. Они тогда базировались на Debian Testing, но позже перешли на Stable-выпуски и стали иметь кодовые названия.
Первой версией LMDE является 201009, она вышла 7 сентября 2010 года. Следующей версией была 201012, и последующее за ней исправление 201101. 21 марта 2011 года на базу LMDE была переведена редакция Linux Mint 10 Xfce Edition. Впоследствии осталась только редакция с Cinnamon в 32- и 64-битных вариантах.
В версии 20 Ulyana больше не поставляются snap-пакеты и snapd. Также запрещена автоматическая установка snapd вместе с другими пакетами, устанавливаемыми через APT. При желании snapd можно установить вручную.

## Команда проекта
Координаторами проекта являются:
- Clement Lefebvre — основатель, идейный лидер, разработчик основной версии системы, основанной на Cinnamon;
- merlwiz79 — руководитель выпуска системы, основанной на Xfce;
- Jamie Boo Birse — руководитель выпуска системы, основанной на KDE;
- Shane Joe Lazar — руководитель выпуска системы, основанной на Fluxbox.

Официальные сообщества Linux Mint существуют во Франции, Германии, Италии, Испании, России и других странах.

## Дистрибутивы на основе Linux Mint

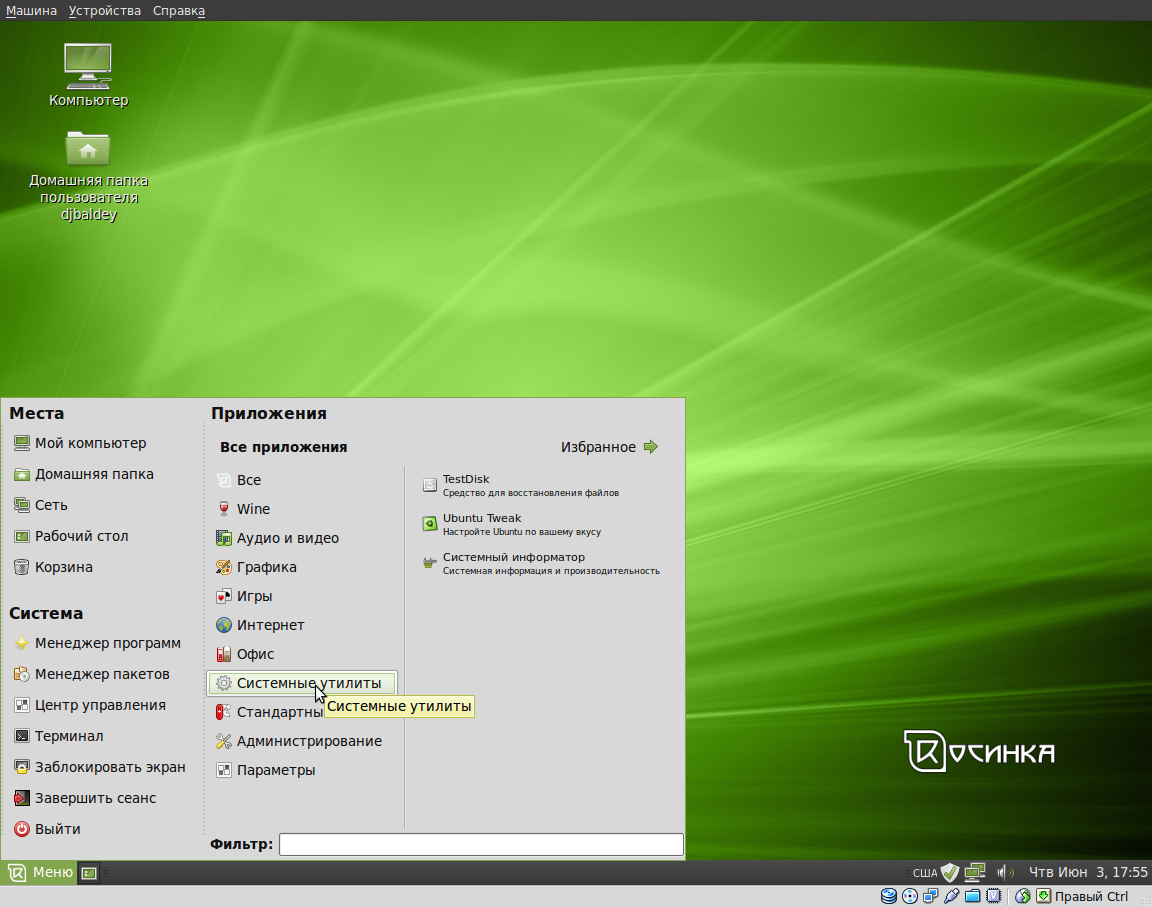
Linux Mint «Росинка»

Linux Mint «Росинка» базируется на дистрибутиве Linux Mint, начиная с 7 версии. Содержит предустановленное дополнительное программное обеспечение, рассчитанное на среднестатистического пользователя. Отличается от оригинальной Linux Mint настройками в конфигурационных файлах и исправлениями недочётов, замеченных в процессе локализации, в скриптах, но не в двоичных файлах. Содержит установленные кодеки. На данный момент является полностью совместимым с Linux Mint. Является бесплатным и содержит свободное ПО, а также проприетарные драйверы и прошивки, имеющие свои лицензии. Целями авторов сборки является обеспечение наилучшей поддержки русского языка в интерфейсе и документации, а также поддержка всевозможного периферийного оборудования (wi-fi, модемы, сканеры, принтеры). Собирает и поддерживает дистрибутив «Бюро программно-технической разработки Ros’X».
Релизов Росинки на базе выпусков Linux Mint 12, 13, 14 выпущено не было. 3 октября 2013 года вышла альфа-версия «Росинка 2013» на базе Linux Mint 15 Mate 32-bit. На июль 2015 года это последняя опубликованная версия.

### Прочие дистрибутивы
- Peppermint OS с рабочим окружением LXDE по умолчанию[17]. Он имеет слабое отношение к Linux Mint, являясь самостоятельной сборкой на основе пакетов Ubuntu и Mint[18].
- Дистрибутив, предустановленный в неттопы LXBOX на базе Linux Mint с рабочими окружениями MATE и LXDE и с набором как свободных программ, так и проприетарного бесплатного ПО (AMD Catalyst, Java, Flash)[19].
- «Антисанкционный» — группа энтузиастов представила Green Linux 21, основанный на Linux Mint[20] и ориентированный на российскую аудиторию. В дистрибутив добавлен различный софт, написанный компаниями из России. Вместо базового для Linux браузера Firefox, устанавливается Яндекс Браузер с поиском через Яндекс, а не Google. Дистрибутив поддерживает работу с репозиториями на российских серверах и имеет сертификат Министерства цифрового развития, связи и массовых коммуникаций Российской Федерации, который позволяет работать с российскими веб-ресурсами.[21]

## Дополнительные факты
- Поисковый сервис DuckDuckGo в ноябре 2011 года подписал эксклюзивный договор на то, что будет использоваться по умолчанию в дистрибутиве.[22]
- Вплоть до конца 2017 года Linux Mint являлся самым популярным дистрибутивом GNU/Linux по версии DistroWatch.com[23]
- 20 февраля 2016 года сайт Linux Mint был скомпрометирован, ссылки на ISO-образы были подменены на вариант с бэкдором.[24]